# Nedelčo Kolev
Nedelčo Lazarov Kolev (in bulgaro Неделчо Лазаров Колев?; Kableškovo, 26 marzo 1953) è un ex sollevatore bulgaro medagliato olimpico e campione mondiale ed europeo che ha gareggiato nella categoria dei pesi medi (fino a 75 kg).

## Carriera
Cominciò a sollevare pesi in età giovanissima e a 20 anni Nedelčo Kolev ottenne già il suo primo importante successo, vincendo la medaglia d'oro ai Campionati europei di Madrid 1973 con 330 kg nel totale, battendo il campione olimpico in carica, il connazionale Jordan Bikov (322,5 kg).
Pochi mesi dopo Kolev conquistò la medaglia d'oro ai Campionati mondiali de L'Avana con 337,5 kg nel totale, realizzando due record mondiali (nella prova di slancio e nel totale).
L'anno successivo bissò entrambi i titoli, vincendo dapprima la medaglia d'oro ai Campionati europei di Verona con 340 kg nel totale e poi vincendo la medaglia d'oro ai Campionati mondiali di Manila con 335 kg nel totale.
Nel 1975 le sue prestazioni non furono al livello dei due anni precedenti e pertanto non andò oltre la medaglia di bronzo ai Campionati mondiali ed europei di Mosca, dove conseguì il risultato di 325 kg nel totale, rimanendo dietro al tedesco orientale Peter Wenzel (335 kg) e al connazionale Jordan Mitkov (332,5 kg).
Proprio durante i Mondiali di Mosca Kolev subì un infortunio ad un ginocchio che lo limitò nell'attività agonistica negli anni seguenti, riuscendo comunque a farsi convocare per le Olimpiadi di Montréal 1976, dove però gli fu impedito all'ultimo istante di gareggiare dai responsabili della squadra nazionale bulgara.
Ritornò sulla scena internazionale in occasione dei Campionati europei di Varna del 1979, conquistando la medaglia d'argento con 337,5 kg nel totale, dietro a Jordan Mitkov (345 kg). Lo stesso anno riuscì a vincere la medaglia d'argento anche ai Campionati mondiali di Salonicco con 342,5 kg nel totale, battuto dal cubano Roberto Urrutia-Herdez (345 kg).
Nel 1980 Kolev vinse la medaglia d'argento ai Campionati europei di Belgrado con 347,5 kg nel totale, alle spalle del connazionale Asen Zlatev (355 kg). Pochi mesi dopo, partecipò alle Olimpiadi di Mosca 1980, ottenendo la medaglia di bronzo con 345 kg nel totale, dietro a Asen Zlatev (360 kg) e al sovietico Oleksandr Pervij (357,5 kg). In quell'anno la competizione olimpica di sollevamento pesi era valida anche come Campionato mondiale.
Dopo i Giochi Olimpici del 1980 Kolev decise di abbandonare l'attività agonistica, durante la quale realizzò 11 record mondiali, tutti della categoria dei pesi medi, di cui 5 nella prova di strappo, 2 nella prova di slancio e 4 nel totale.
Si dedicò all'attività di allenatore di sollevamento pesi, diventando nel 2011 anche Presidente della Federazione bulgara di sollevamento pesi.
Sua figlia Ruth Koleva è una cantante molto nota nel suo Paese.